# بلدة وضاخ القديمة
بلدة وضاخ القديمة، قرية تاريخية في الطرف الشمالي من بلاد بني نمير يعود تاريخها إلى العصور الإسلامية المبكرة.

## الموقع
تقع البلدة عند جبال واردات شمال محافظة الدوادمي ضمن منطقة الرياض في المملكة العربية السعودية، شمال شرق مدينة نفي على مسافة 50 كم، والتي تبعد عن الدوادمي 87 كم.

## تاريخ البلدة
كانت بداية تأسيسها عام 1348 هـ عندما كلف الملك عبد العزيز -رحمه الله- غازي البراق العتيبي بالنزول إلى وضاخ وإنشاء هجره لقبيلته فيها. وهي بلدة كانت تتميز بمائها العذب.

## البناء
يتألف النسيج العمراني للقرية حالياً من مجموعة من المباني السكنية المتناثرة، ويدل على إتباع القرية الخصائص العمرانية والمعمارية لقرى ومدن المنطقة الوسطى في الجزيرة العربية. تتألف أغلب منازلها من دور واحد أو دورين، وتتسم بتماثلها وبساطتها، والتي تأخذ الشكل المستطيل غالباً، ولها نوافذ بفتحات مربعة أو مستطيلة ضيقة، وقد تلاءمت مع الحاجات المناخية في المنطقة من شدة الحرارة والجفاف في الصيف، والبرودة الشديدة في الشتاء، وجاء ذلك من خلال استخدام الطين الممزوج بالتبن والمصبوب بقوالب خشبية على شكل قطع مستطيلة تسمى اللبن، يبنى بها الجدار على قاعدة من الحجر، ثم يتم لياستها بطبقة من الطين أو الجص. ويتم تشييد السقف من عوارض جذوع أشجار الأثل وجريد وسعف النخيل مع طبقة طينية، وفي مراحل أحدث استخدمت الواح الخشب المستورد المصقول ومرابيعه منتظمة الشكل مع الطين في التسقيف، وصنعت الأبواب والنوافذ وبعض الأثاث من قطع سميكة من خشب الأثل أو جذوع النخيل.

### مكونات الموقع
- أساسات من الحجر.
- الأسقف خشبية مصنوعة من خشب الاثل مغطى بسعق النخيل ويعلوه طبقة من خليط الطين والتبن.
- الحوائط مبنية في صورة مداميك
- المباني مغطاة بطبقة من لياسة خارجية من خليط الطين التبن.
- فتحات الشبابيك مستطيلة الشكل صغيرة ومرتفعة.
- تعلو فتحات الشبابيك والأبواب أعتاب خشبية تحمل بقية الحائط أعلاه.
- ارتفاع المباني من طابق واحد بإرتفاع تقريبي 3.5م.[2]